# 艾薩克莫氏管肩魚
艾薩克莫氏管肩魚，為管肩魚科的其中一種，為深海魚類，分布於東南太平洋加拉巴哥群島海域，深度400-1620公尺，體長可達9.5公分，棲息在底中層水域，生活習性不明。

## 扩展阅读
維基物種上的相關：艾薩克莫氏管肩魚